# Zoltán Kelemen (kunstschaatser)
Zoltán Kelemen (Miercurea Ciuc, 31 juli 1986) is een Roemeens voormalig kunstschaatser. Kelemen was achtvoudig Roemeens kampioen en nam deel aan twee edities van de Olympische Winterspelen: Vancouver 2010 en Sotsji 2014.

## Biografie
Kelemen begon in 1991 met kunstschaatsen. Hij raakte op zevenjarige leeftijd het zicht in zijn rechteroog kwijt, maar ging tegen de adviezen van de artsen in toch door met de sport. Kelemen nam acht keer deel aan de EK en zeven keer aan de WK. Zijn beste eindklasseringen waren een veertiende plaats bij de EK en een eenentwintigste bij de WK. Bij zijn twee deelnames aan de Olympische Winterspelen eindigde hij bij de mannen respectievelijk als 29e in 2010 en als 23e in 2014.
Sinds 2012 trainde hij in Zwitserland onder zijn coach Gheorghe Chiper.

## Belangrijke resultaten
| Kampioenschap           | 04/05  | 05/06 | 06/07         | 07/08         | 08/09         | 09/10         | 10/11         | 11/12         | 12/13         | 13/14         |
| ----------------------- | ------ | ----- | ------------- | ------------- | ------------- | ------------- | ------------- | ------------- | ------------- | ------------- |
| Olympische Spelen       |        |       |               |               |               | 29e           |               |               |               | 23e           |
| Wereldkampioenschap     |        |       | 41e           | 33e           | 32e           | 32e           |               | 32e           | 29e           | 21e           |
| Europees kampioenschap  |        |       | 32e           | 35e           | 34e           | 19e           | 21e           | 14e           | 18e           | 21e           |
| Nationaal kampioenschap | Zilver | Brons | Goud          | Goud          | Goud          | Goud          | Goud          | Goud          | Goud          | Goud          |
| WK junioren             | 19e    | 17e   | geen deelname | geen deelname | geen deelname | geen deelname | geen deelname | geen deelname | geen deelname | geen deelname |